# Sebiș
Sebiș is een stad (oraș) in het Roemeense district Arad. De stad telt 6924 inwoners (2002).